# Michelle (bài hát)
"Michelle" là một bản tình ca của nhóm nhạc The Beatles, được sáng tác bởi Paul McCartney với đoạn chuyển được viết bởi John Lennon. Ca khúc xuất hiện trong album phòng thu thứ sáu của họ, Rubber Soul, và được phát hành tháng 12 năm 1965. "Michelle" là ca khúc duy nhất của The Beatles được thu âm với một phần lời bằng tiếng Pháp. Tại lễ trao giải Grammy năm 1967, "Michelle" đã thắng giải Bài hát của năm. Đây cũng là một trong những ca khúc nổi tiếng và được thu âm nhiều nhất của nhóm nhạc này.

## Sáng tác
Giai điệu của "Michelle" được sáng tác độc lập với phần nội dung ca khúc:
“ "Michelle" với phần âm thanh được tôi viết dựa trên kỹ thuật finger-picking của Chet Atkins. Trong ca khúc "Trambone", anh ấy vừa chơi tông trầm trong khi vẫn thể hiện được giai điệu của bài hát. Đó thật sự là một bước tiến với chúng tôi, mặc dù những tay guitar cổ điển đã áp dụng từ lâu, nhưng chưa một tay guitar rock'n'roll nào từng thử nó. Người đầu tiên chúng tôi biết đã sử dụng kỹ thuật gảy ngón cái là Chet Atkins... Tôi chưa bao giờ nghiên cứu về kỹ thuật này, nhưng dựa trên "Trambone", tôi muốn viết ra một ca khúc nào đó với phần giai điệu và phần bass hòa làm một. Và "Michelle" đã ra đời với phần hòa âm thuộc cung Đô trưởng. ”— Paul McCartney   
Ca từ và phong cách của "Michelle" thừa hưởng từ nền văn hóa đại chúng Rive Gauche từ những ngày tháng McCartney còn ở Liverpool. McCartney từng tham dự các buổi tiệc của nhóm các sinh viên nghệ thuật, tại đây, sinh viên với những chòm râu dê và áo phông kẻ sọc hát những bài tiếng Pháp. Anh nhanh chóng bắt chước để làm hài lòng những người bạn mới và từ đó viết nên những giai điệu qua việc lẩm bẩm giống tiếng Pháp hơn là biết rõ từng từ. Bài hát nói chung vẫn rời rạc tới giữa năm 1965 cho tới khi Lennon quyết định đầu tư thời gian làm mới lại để biến nó thành ca khúc cho album Rubber Soul.
“ Chúng tôi đã luôn có mặt tại những buổi tiệc đó, vào khoảng thời gian mà mọi người đều bị mê hoặc bởi Juliette Greco, đại diện cho phong cách du mục Pháp bấy giờ. Tôi cũng đã từng giả bộ mình là người Pháp và "Michelle" đã xuất hiện trong những ngày này. Lúc đầu chỉ là những giai điệu, nhưng vài năm sau John đã nhắc "Em có nhớ những gì mình đã viết bằng tiếng Pháp không?" Tôi trả lời "Có chứ" và anh ấy nói "Nó không tồi chút nào đâu. Viết lời cho nó đi chứ." ”— Paul McCartney   
McCartney đã hỏi Jan Vaughan, một giáo viên tiếng Pháp và là vợ của người bạn cũ Ivan Vaughan, về một cái tên Pháp và một câu hát hòa hợp với nó. "Bởi vì tôi luôn nghĩ bài hát này phải thật Pháp và tôi bị gắn chặt vào ý nghĩ ấy. Tôi không nói được tiếng Pháp chuẩn vậy nên phải cần ai đó giúp đỡ để chọn được những từ chính xác nhất" McCartney trả lời.
Vaughan đã góp ý "Michelle, ma belle", và một vài ngày sau McCartney đã hỏi về việc chuyển câu "these are words that go together well" sang tiếng Pháp "sont des mots qui vont très bien ensemble". Khi McCartney chơi thử ca khúc cho Lennon, Lennon đã đề nghị dùng "I love you" làm cầu nối. Lennon được truyền cảm hứng từ bài hát anh đã nghe vào tối ngày hôm trước – "I Put a Spell on You" do Nina Simone thể hiện – với những câu hát "I love you" luôn được nhấn mạnh.
Các phiên bản khác nhau của "Michelle" có độ dài khác nhau. Phiên bản mono tại Anh có độ dài 2:33 trong khi phiên bản stereo dài 2:40 có kèm theo một đoạn guitar cá nhân. Phiên bản mono tại Mỹ đã từng là phiên bản dài nhất 2:43, cho đến khi album The Beatles: Rock Band được phát hành với "Michelle" có độ dài lên đến 2:50.

## Thành phần tham gia sản xuất
Theo Ian MacDonald
- Paul McCartney – hát chính, bass.
- John Lennon – hát bè, guitar ascoustic.
- George Harrison – hát bè, guitar lead.
- Ringo Starr – trống.

MacDonald kể lại rằng "Michelle" được thu âm trong 9 tiếng và hầu hết, chứ không toàn bộ, được thực hiện bởi McCartney với các kỹ thuật ghi đè. Anh cũng nghĩ rằng McCartney đã thể hiện cả phần bè và trống trong ca khúc này.

## Giải thưởng và xếp hạng
"Michelle" thắng giải Bài hát của năm tại lễ trao giải Grammy năm 1967, vượt qua các ca khúc "Born Free", "The Impossible Dream", "Somewhere My Love" và "Strangers in the Night". Giải thưởng này đã ghi nhận những đóng góp lớn lao của The Beatles khi mà năm 1966 ban nhạc này đã tuột mất cúp vàng tại 9 hạng mục được đề cử. Năm 1999, "Michelle" đứng thứ 42 trong danh sách các ca khúc được trình diễn nhiều nhất thế kỷ 20 của BMI.

### Xếp hạng
| Bảng xếp hạng (1966)    | Vị trí cao nhất |
| ----------------------- | --------------- |
| Norwegian Singles Chart | 1               |
| Austrian Top 40         | 3               |

## Trình diễn
Michelle được trình diễn xuyên suốt tour diễn vòng quanh thế giới của McCartney năm 1993. Kể từ đó ông hiếm khi trình diễn lại ca khúc, ngoại trừ buổi biểu diễn tại Washington DC năm 2009 nhằm tôn vinh Michelle Obama, đệ nhất phu nhân nước Mỹ.
Ngày 2 tháng 6 năm 2010, sau khi được trao giải Gershwin Prize for Popular Song bởi tổng thống Barack Obama trong lễ vinh danh tại Nhà Trắng, McCartney đã dành tặng ca khúc cho Michelle Obama, người lúc này cũng hòa nhịp theo từ chỗ ngồi của mình. McCartney hài hước "Tôi có khi là người đầu tiên bị tống cổ (punch out) bởi ngài tổng thống". Phu nhân tổng thống Obama sau đó đã trả lời rằng, bà không bao giờ có thể tưởng tượng một người Mỹ gốc Phi sinh sống tại miền Nam Chicago như mình, một ngày nào đó lại được một thành viên Beatles dành tặng "Michelle" dưới cương vị đệ nhất phu nhân nước Mỹ.